# Harry Smith (worstelaar)
Harry Smith (Calgary, 2 augustus 1985) is een Canadees professioneel worstelaar van Engelse afkomst die vooral bekend is van zijn tijd bij World Wrestling Entertainment als David Hart Smith, van 2007 tot 2011. Momenteel worstelt hij voor de New Japan Pro Wrestling als Davey Boy Smith Jr.

## Loopbaan
Smith begon te worstelen op zijn 8-jarige leeftijd en kreeg training van zijn vader, Davey Boy Smith en oom, Bruce Hart. Op 5 oktober 1996 maakte hij een vroege verschijning in de World Wrestling Federation (WWF), waar hij samen met zijn neef Ted Annis in een match worstelde tegen TJ Wilson en Andrew Picarnia op een house show in Calgary. Op 15-jarige leeftijd maakte Smith zijn professionele worsteldebuut in de Rockyford Rodeo en ging later naar Stampede Wrestling. In 2004 begon Smith samen te worstelen met TJ Wilson onder de naam "Stampede Bulldogs", een verwijzing naar "British Bulldogs", een tag team met zijn vader en zijn tweede neef Dynamite Kid. In dat hetzelfde jaar vormde Smith met Wilson, Jack Evans en Teddy Hart een stable, de "The Hart Foundation Version 2.0".
In januari 2005 ging Smith naar een tournee van vijf weken in Japan onder de ringnaam "Black Assassin". Later in dat jaar verliet Smith de Stampede Wrestling en worstelde verscheidene dark matches van World Wrestling Entertainment (WWE). Daarna ging hij in oktober 2005 terug naar de Stampede Wrestling en op 25 november 2005 werd hij door Wilson verslagen in een toernooifinale voor het vacante North American Heavyweight Championship.
In januari 2006 ging Smith naar Engeland en verscheen op 6 januari 2006 in No Turning Back van One Pro Wrestling.
Op 1 april 2006 was Smith te zien op de WWE Hall of Fame voor de inductie van Bret Hart en ontmoette WWE-bestuurders John Laurinaitis en Carl DeMarco. Op 4 april 2006 ondertekende Smith een WWE-opleidingscontract. 
Op 14 februari 2007 debuteerde Smith in Ohio Valley Wrestling (OVW), een WWE-opleidingscentrum. Later werd Smith naar de Deep South Wrestling (DSW), waar hij met T.J. Wilson de "Stampede Bulldogs" hervormde. Nadat de WWE samenwerking met DSW beëindigde werd Smith naar Florida Championship Wrestling (FCW), nieuwe WWE-opleidingscentrum, gestuurd. Op dat moment worstelde hij zowel voor de OVW als de FCW. Op 26 juni 2007 won Smith de 21-man battle royal om het FCW Southern Heavyweight Championship te winnen. Smith vergezelde dan in de OVW zijn neef Teddy Hart en nicht Nattie Neidhart om Next Generation Hart Foundation te vormen. Smith keerde terug naar de FCW om met Hart, Wilson en Ted DiBiase Jr. een andere versie van de New Hart Foundation, te vormen.
Op 22 oktober 2007 maakte Smith, onder de ringnaam "DH Smith", zijn televisiedebuut op de Raw-brand en versloeg Carlito. Op 25 juni 2008 werd Smith door de Supplemental Draft naar de SmackDown-brand gestuurd. Smith keerde, zonder een SmackDown-debuut, alsnog terug naar de FCW om verder te trainen. Op 30 oktober 2008 won Smith samen met Wilson het FCW Florida Tag Team Championship en het duo behield de titel tot 11 december 2008.
Op 15 april 2009 werd Smith, zonder een SmackDown-optreden, door de Supplemental Draft naar de ECW-brand gestuurd. Hij veranderde in ECW zijn ringnaam in "David Hart Smith". Smith, Kidd (TJ Wilson) en Natalya (Nattie Neidhart) vormden een nieuwe versie van The Hart Foundation, de The Hart Trilogy. Op 27 mei 2008 werd de naam hernoemd tot The Hart Dynasty. Tijdens de Raw-aflevering van WWE Draft op 26 april 2010, The Hart Dynasty won het Unified WWE Tag Team Championship; won zowel het WWE World Tag Team Championship als het WWE Tag Team Championship. De volgende dag werden de drie leden (Smith, Kidd en Natalya) door de Supplemental Draft naar de Raw-brand gestuurd. Het team behield de titel tot 19 september 2010, op Night of Champions. Op 15 november 2010 werd Smith aangevallen door Kidd en dat leidde tot het ontbinden van de groep.
Op 5 augustus 2011 was het WWE-contract van Smith afgelopen en werd vrijgegeven.

## Persoonlijk leven
Smith is de zoon van Davey Boy Smith en Diana Hart en de zus van Georgia. Smith is een goede vriend met TJ Wilson en zijn neef Teddy Hart.

## In het worstelen
- Finishers
  - Stunning powerslam
  - Sharpshooter

- Signature moves
  - Standing or a seated camel clutch
  - Brainbuster
  - The Bulldog Bite (Standing or a seated dragon sleeper)
  - Arm drag
  - Elevated Boston crab
  - Running single leg dropkick
  - Scoop powerslam
  - Sitout powerbomb
  - Sitout scoop slam piledriver
  - Sitout side powerslam

- Managers
  - Diana Hart
  - Nattie Neidhart / Natalya
  - Bret Hart

- Bijnamen
  - "The Canadian Bulldog"
  - "Bulldog"

- Opkomstnummers
  - "Rule, Britannia!" (2007)
  - "New Foundation" van Jim Johnston (2009–2010)
  - "Attitude" van Chris Goulstone (2010-heden)

## Prestaties
- AWA Pinnacle Wrestling

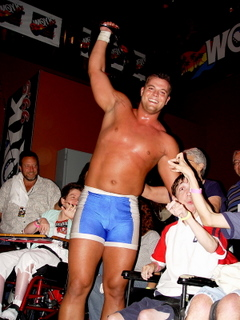
Smith met het FCW Southern Heavyweight Championship.

  - AWA Pinnacle Heavyweight Championship (1 keer)

- Florida Championship Wrestling
  - FCW Southern Heavyweight Championship (1 keer)
  - FCW Florida Tag Team Championship (1 keer met T.J. Wilson)

- New Japan Pro Wrestling
  - IWGP Tag Team Championship (1 keer: met Lance Archer)

- Next Generation Wrestling
  - NGW Heavyweight Championship (1 keer)

- Prairie Wrestling Alliance
  - PWA Tag Team Championship (1 keer met TJ Wilson)

- Resistance Pro Wrestling
  - RPW Heavyweight Championship (1 keer)

- Ring Ka King
  - Ring Ka King Tag Team Championship (1 keer: met Chavo Guerrero jr.)

- Stampede Wrestling
  - Stampede International Tag Team Championship (2 keer; 1x met Apocalypse en 1x met "Kwik Kick" Kirk Melnick)
  - Stampede North American Heavyweight Championship (1 keer)

- World Wrestling Entertainment
  - WWE World Tag Team Championship (1 keer Tyson Kidd)
  - WWE Tag Team Championship (1 keer met Tyson Kidd)